# Franz Henke

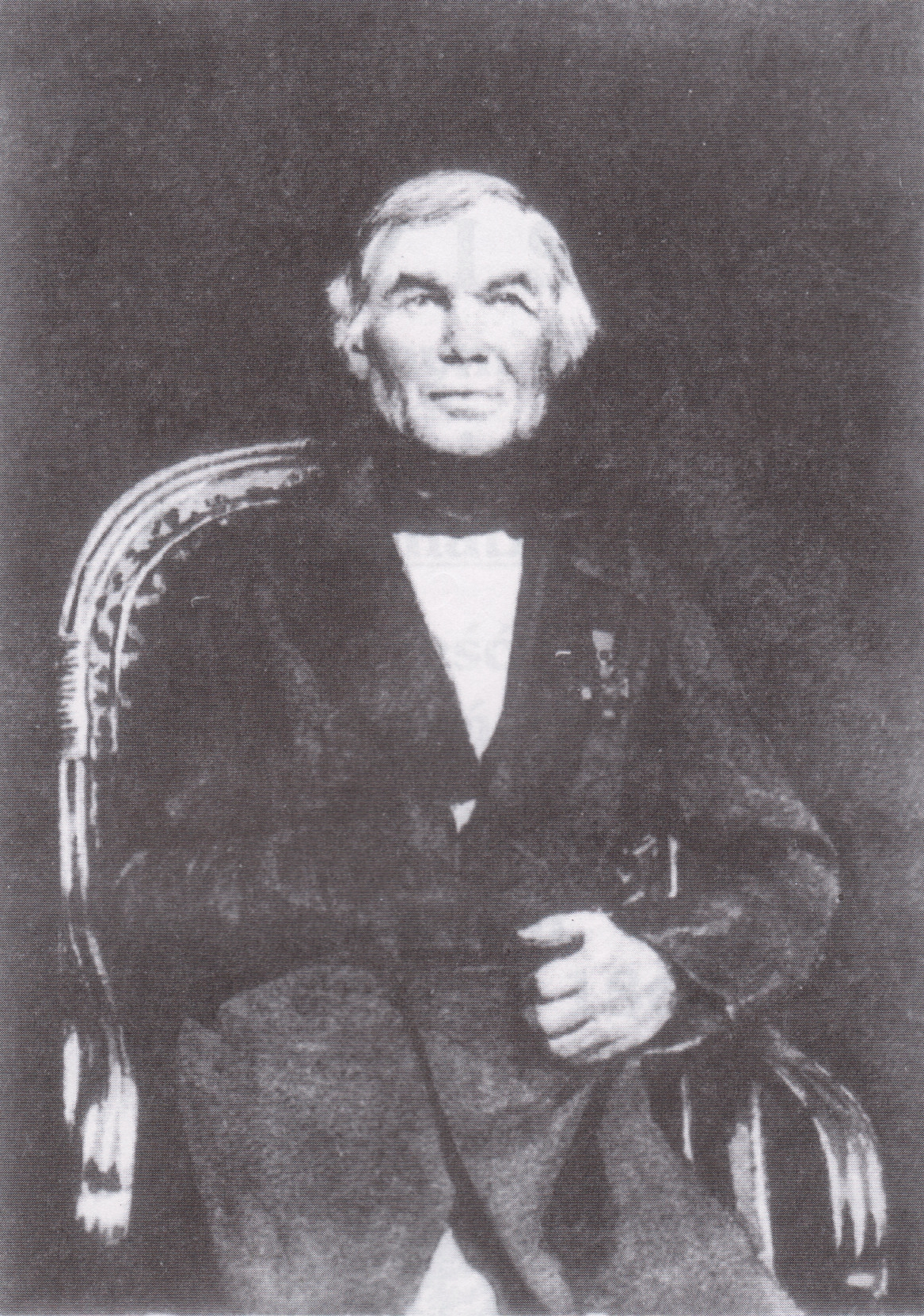
Franciszek Ignacy Henke – autor Kroniki Wodzisławia

Franz Ignatz Henke, pisany w polskiej literaturze jako „Franciszek Ignacy Henke” (ur. 8 kwietnia 1797 w Łubowicach, zm. 28 marca 1891 w Wodzisławiu Śląskim) – nauczyciel, pedagog, kronikarz. Do Wodzisławia przyjechał w 1821 roku. Autor kroniki miasta Wodzisławia i miejscowości dawnego Wodzisławskiego Państwa Stanowego obejmującej okres od średniowiecza do 1864 roku. Kronikę w 2003 r. w języku polskim wydało Towarzystwo Miłośników Ziemi Wodzisławskiej.